# Remy (Francja)
Remy – miejscowość i gmina we Francji, w regionie Hauts-de-France, w departamencie Oise.
Według danych na rok 1990 gminę zamieszkiwały 1783 osoby, a gęstość zaludnienia wynosiła 89 osób/km² (wśród 2293 gmin Pikardii Remy plasuje się na 154. miejscu pod względem liczby ludności, natomiast pod względem powierzchni na miejscu 90.).